# Jeff Ward
Jeff Ward (ur. 30 grudnia 1986 w Waszyngtonie) – amerykański aktor serialowy, filmowy i teatralny. Wystąpił między innymi w serialach Channel Zero: The No-End House (2017) jako Seth Marlowe, Agenci T.A.R.C.Z.Y. (2017–2020) jako Deke Shaw i Nowy smak wiśni (2021) jako Roy Hardaway.

## Filmografia
| Rok       | Tytuł                               | Rola             | Uwagi                | Przypis |
| --------- | ----------------------------------- | ---------------- | -------------------- | ------- |
| 2005      | Prawo i porządek: Zbrodniczy zamiar | Darwin Mondale   | Serial telewizyjny   | [ 3 ]   |
| 2011      | Anatomia prawdy                     | Patrick Spradlin | Serial telewizyjny   | [ 2 ]   |
| 2012      | Vamperifica                         | Peter            | Film                 | [ 4 ]   |
| 2012      | Święta marzeń                       | Milo Ames        | Film                 | [ 2 ]   |
| 2012      | The Beauty Inside                   | Alex             | Serial telewizyjny   | [ 2 ]   |
| 2014      | Next Time on Lonny                  | Giles            | Serial telewizyjny   | [ 2 ]   |
| 2015      | Mentalista                          | Matthew Stoppard | Serial telewizyjny   | [ 4 ]   |
| 2015      | The Girlfriend Game                 | Ben              | Film krótkometrażowy | [ 4 ]   |
| 2016      | Sekta Mansona                       | Charles Manson   | Film                 | [ 4 ]   |
| 2016      | Rosewood                            | Wyatt Montgomery | Serial telewizyjny   | [ 4 ]   |
| 2017      | Channel Zero: The No-End House      | Seth Marlowe     | Serial telewizyjny   | [ 3 ]   |
| 2017      | The Boy Downstairs                  | Marcus           | Film                 | [ 4 ]   |
| 2017–2020 | Agenci T.A.R.C.Z.Y.                 | Deke Shaw        | Serial telewizyjny   | [ 5 ]   |
| 2019      | Sparowani                           | Trevor           | Film                 | [ 4 ]   |
| 2021      | Hacks                               | George           | Serial telewizyjny   | [ 6 ]   |
| 2021      | Nowy smak wiśni                     | Roy Hardaway     | Serial telewizyjny   | [ 4 ]   |